# Mirna van der Hoeven
Hermina Johanna van der Hoeven-Jansen (ur. 8 maja 1948 w Hadze) – holenderska lekkoatletka, sprinterka, olimpijka.

## Kariera sportowa
Zdobyła brązowy medal w biegu na 200 metrów (wyprzedziły ja tylko Christina Heinich z Niemieckiej Republiki Demokratycznej i Nicole Montandon z Francji) oraz zajęła 6. miejsce w biegu na 100 metrów na europejskich igrzyskach juniorów w 1966 w Odessie.
Wystąpiła w biegu na 400 metrów na igrzyskach olimpijskich w 1968 w Meksyku. Awansowała do finału, w którym zajęła 8. miejsce. Podczas igrzysk dwukrotnie poprawiała rekord Holandii, doprowadzając go do rezultatu 52,6 s (w biegu półfinałowym 15 października).
Była mistrzynią Holandii w biegu na 400 metrów w 1968. W tym samym roku zdobyła mistrzostwo Wielkiej Brytanii (AAA) na tym dystansie.